# Placa ibérica

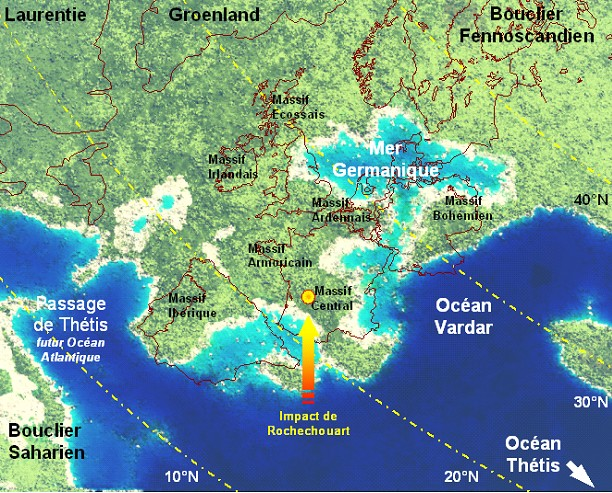
Euramérica (Triásico Superior, Noriense, 220 Ma, en francés). Traducción: Laurentia, Groenlandia, Escudo báltico, Escudo sahariano, Placa ibérica, Placa irlandesa, Placa escocesa, Macizo central, Macizo armórico, Las Ardenas, Terreno bohemio, Astroblema de Rochechouart ('Impacto') y Océano de Tetis.

Estructuras y zonas más importantes de la orogenia varisca en Europa.

La placa ibérica con el microcontinente Iberia abarcaba no sólo la península ibérica, sino también Córcega, Cerdeña, las Islas Baleares y la zona de Briançonnais de los Alpes. La placa ibérica es parte de la placa euroasiática.

## Neoproterozoico
La placa ibérica surgió durante la orogenia Cadomiense del Neoproterozoico tardío, alrededor de 650–550 Ma, en el margen del continente de Gondwana, involucrando las colisiones y la acreción de los arcos insulares de la placa Ibérica Central, la placa de Ossa-Morena, y la placa sudportuguesa. Las tres placas nunca se han separado sustancialmente entre sí desde entonces (López-Guijarro et al., 2008).

## Mesozoico
En el Jurásico tardío, África comenzó a moverse hacia el este y se abrió el Tetis alpino. El hundimiento relacionado con este suceso provocó profundos depósitos de sedimentos en el este y algunos restos de sedimentos en loa pozos emergentes en las partes centrales de España. En el este ocurrieron dos etapas de ruptura, una desde el Pérmico superior hasta el Triásico, y la segunda desde el Jurásico tardío hasta el Cretácico temprano.
En el lado sur, los depósitos de carbonatos y sedimentos detríticos formaron una plataforma en aguas poco profundas durante el Triásico tardío y el Liásico. Esto se dividió en tiempos del Toarciense (Jurásico temprano, 190 Ma). La ruptura activa se completó hace 160 Ma. Tras este hundimiento térmico, se produjo hasta el final del Cretácico. Durante este tiempo, el rift separó a América del Norte de África formando una zona de transformación (Andeweg, 2002). A finales del Triásico y principios del Jurásico, hubo dos etapas de rifting que implicaron extensión y hundimiento en el margen occidental de Iberia. También se amplió el margen occidental. La llanura abisal ibérica, frente a la costa oeste de España y Portugal, se formó hace 126 Ma. Este suceso separó los Grandes Bancos de Terranova, del Banco de Galicia y Flemish Cap divididos hace 118 Ma. Por principios del Cretácico, 110 Ma rifting ocurre en los bordes oeste y noroeste.
Durante la época del supercontinente Pangea, la placa ibérica se unió a Armórica (norte de Francia). Durante la fragmentación de Pangea, a principios del Cretácico, el golfo de Vizcaya comenzó a abrirse hace 126 Ma y completado hace 85 Ma. Esto creó la llanura abisal de Vizcaya y separó la placa ibérica del escarpe de Trevelyan. Durante este tiempo, Iberia giró en sentido antihorario con respecto a Eurasia. Esto provocó la subducción de la cuenca de Liguria en el lado este y la formación del apilamiento de napa bética. Hacia el 85 Ma, comenzó la apertura del Océano Atlántico entre Irlanda y Groenlandia. Esto dejó al golfo de Vizcaya como un rift fallido (Andeweg, 2002).

## Cenozoico
La rotación de Iberia y su relación con la formación de los Pirineos ha sido difícil de descifrar con certeza. Las mediciones aeromagnéticas detalladas del lecho marino frente a la costa de los Grandes Bancos de Terranova has revelado que Iberia se movió como parte de la placa africana desde el Cretácico tardío hasta el Eoceno medio, con un límite de placa que se extiende hacia el oeste desde el Golfo de Vizcaya. Cuando cesó el movimiento a lo largo de este límite, surgió un límite que unía la extensión en Kings Trough con la compresión a lo largo de los Pirineos.
Desde finales del Oligoceno, la placa ibérica se ha estado moviendo como parte de la placa euroasiática, con el límite entre Eurasia y África situado a lo largo de la zona de fractura Azores-Gibraltar.
La rotación continua de la placa ibérica a principios del Mioceno separó una vez más la placa ibérica de Eurasia abriendo el corredor bético, un estrecho de agua que conectaba el mar Mediterráneo con el océano Atlántico. A medida que la placa ibérica rotaba, cerró el corredor bético hace aproximadamente 5,96 millones de años durante el período Messiniense del Mioceno, lo que originó la crisis salina del Messiniense, un período en el que el mar Mediterráneo se evaporó parcial o completamente.(Krijgsman et al., 1996)

## Geología ibérica
El núcleo de la península ibérica está formado por un bloque cratónico varisco conocido como Macizo Ibérico. Al noreste, limita con la cordillera Pirenaica y al sureste con la cordillera Bética. Estas cadenas dobles forman parte del cinturón alpino. Al oeste, la península está delimitada por el límite continental formado por la pobre desembocadura del magma del Océano Atlántico. El Cinturón Plegado Varisco está mayormente enterrado por rocas de cobertura del Mesozoico y Cenozoico al este, pero sin embargo aflora a través del sistema Ibérico y las cordilleras Costero-Catalanas.
Estudios geodinámicos indican que existe una componente compresiva al sureste del borde de placas Eurasia-Nubia en la península ibérica. Los trabajos realizados con geodesia espacial apuntan a la división de la deformación en un acortamiento de tipo NNW-SSE y una componente lateral izquierdo con dirección N70E. Las tasas máximas de deformación se ubican a lo largo de las fallas de Crevillente. Las tasas máximas de acortamiento (componente norte) en la región sur de la Cuenca del Bajo Segura varían de oeste a este, oscilando entre 0,2 y 0,7 mm/año a lo largo de la Zona de Falla del Bajo Segura. En el borde norte de la cuenca, a lo largo de estas fallas, el desplazamiento lateral izquierdo varía entre 0,4 y 0,7 mm/año en dirección E-O. Los modelos geodinámicos regionales del Mediterráneo occidental basados en GPS indican que el acortamiento residual de la convergencia de las placas Eurasia-Nubia en esta zona se aloja en la parte oriental de la península ibérica y en la cuenca Algero-Balear.